# Prendengan
Prendengan is een bestuurslaag in het regentschap Banjarnegara van de provincie Midden-Java, Indonesië. Prendengan telt 2046 inwoners (volkstelling 2010).